# Corippo
Corippo är en ort i kommunen Verzasca i kantonen Ticino, Schweiz. Orten var före den 18 oktober 2020 en egen kommun, men slogs då samman med kommunerna Brione (Verzasca), Cugnasco-Gerra (Gerra Valle), Frasco, Lavertezzo (Lavertezzo Valle), Sonogno och Vogorno till den nya kommunen Verzasca. Med 9 invånare före sammanslagningen var kommunen Schweiz minsta kommun, sett till folkmängden.

## Demografi
Kommunen hade endast 9 invånare (2019). Vid folkräkningen 2000 var 95,5 procent av befolkningen katoliker. En majoritet av invånarna talar italienska.

## Styre och politik
Kommunstyrelsen utgjordes av tre personer valda av kommunalstämman. Borgmästaren Claudio Scettrini var ordförande. Samfällighetskommunen (Il Patriziato) bestod av samtliga personer som härstammar från Corippo. Den leddes av en styrelse om tre personer. Claudio Scettrini var ordförande i styrelsen.

## Bildgalleri

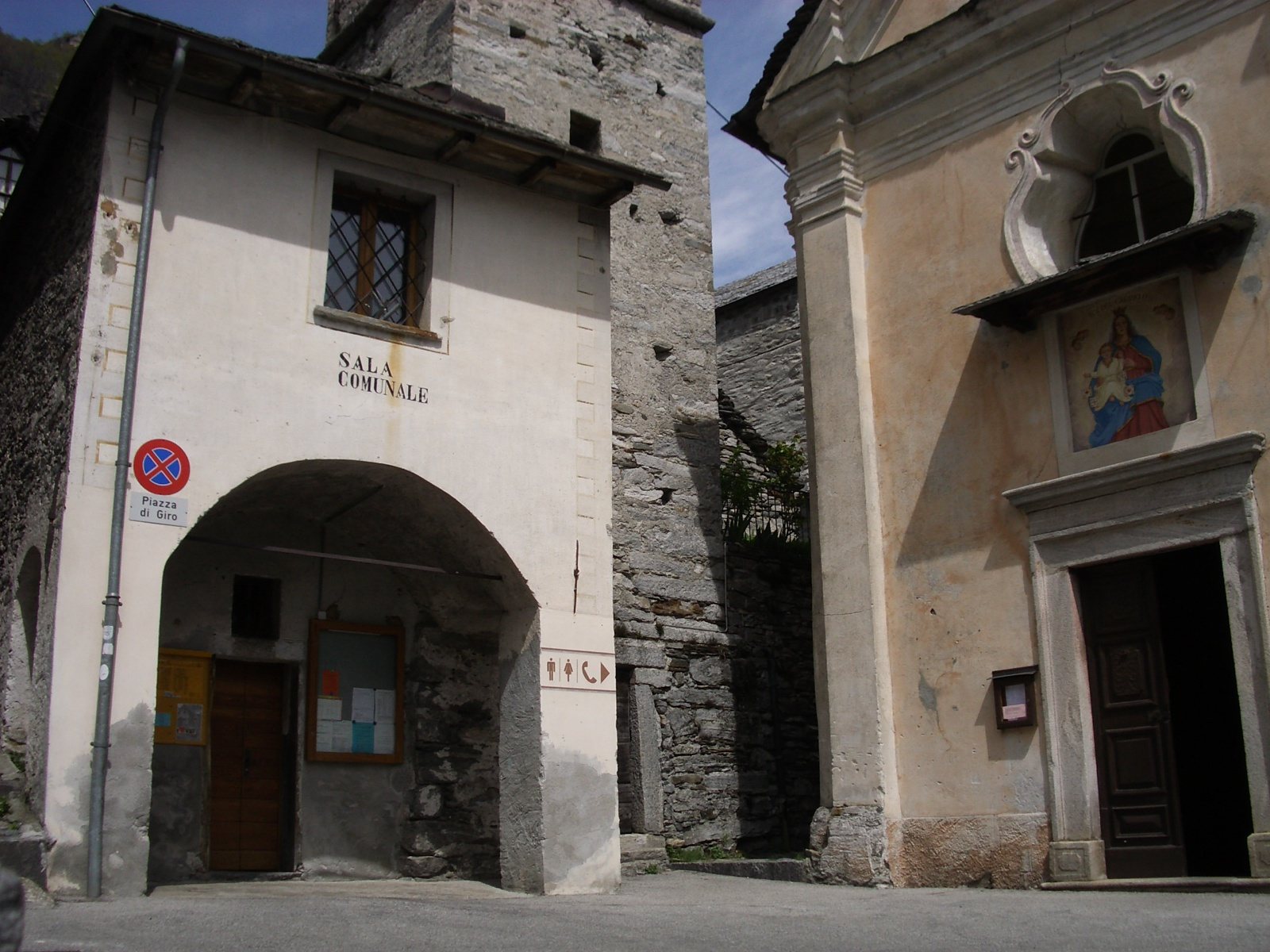
Kommunhuset i Corippo. Byn utgjorde mellan 1822 och 2020 en egen kommun, trots det låga invånarantalet under den senare tiden. Till höger den katolska församlingskyrkan färdigställd 1794. Den är tillägnad Vår Fru av berget Karmel.
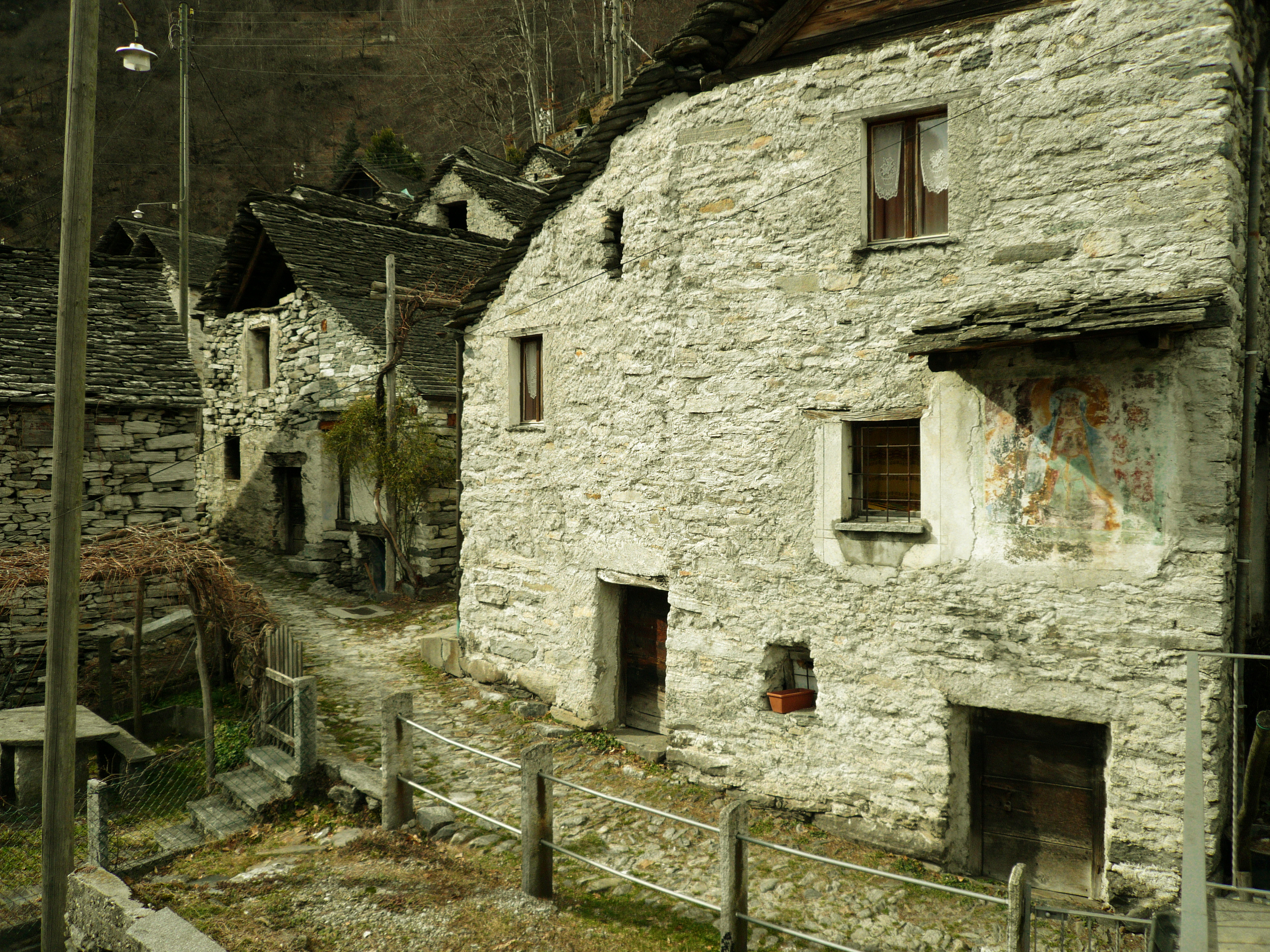
Gata i Corippo. Byn utgör sedan 1975 ett kulturminne.
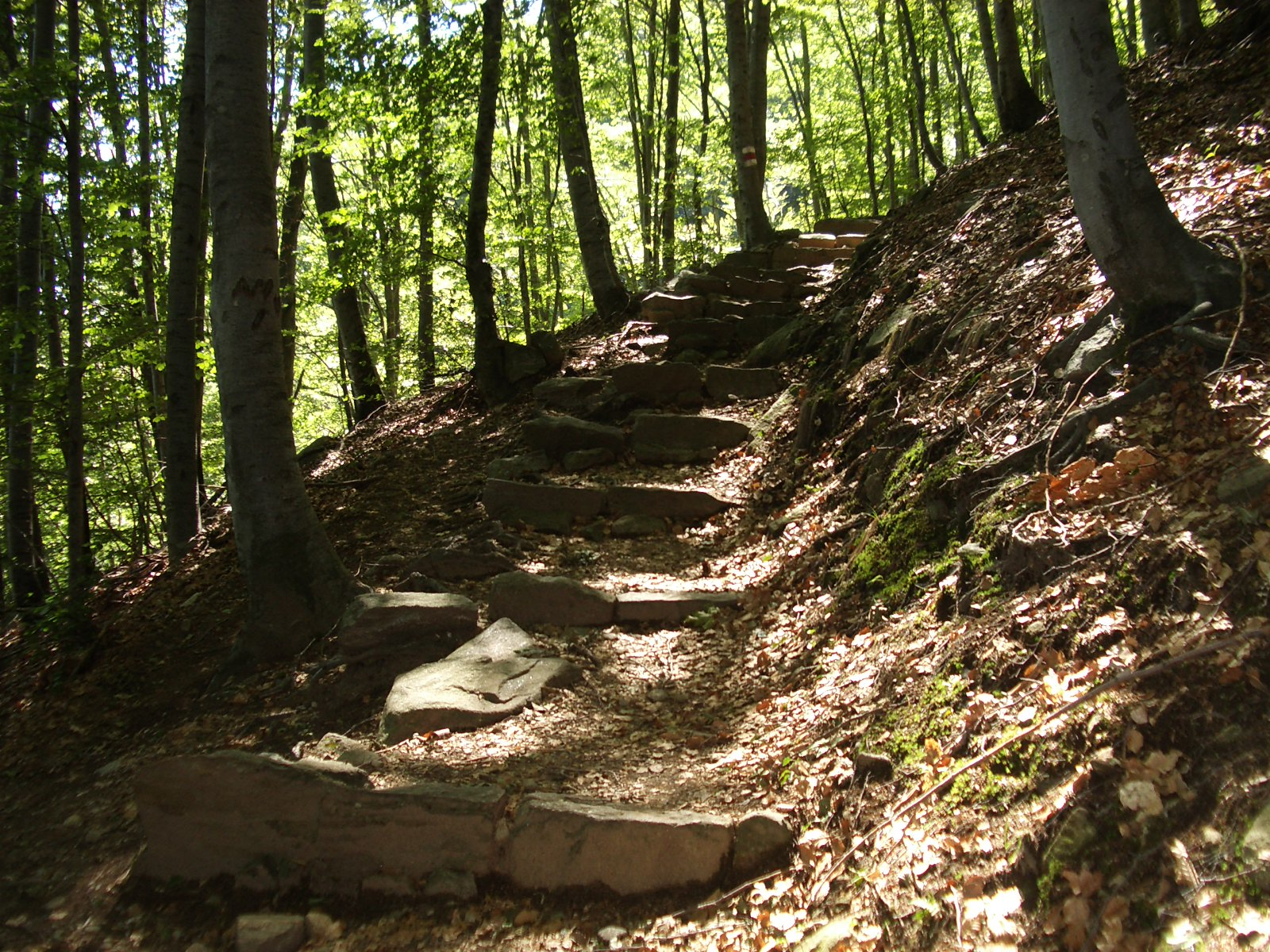
Klövjestigar var innan landsvägen 1883 nådde Corippo de enda förbindelselederna med omvärlden.